# 대형 강입자 충돌기

대형 강입자 충돌기(Large Hadron Collider)의 가속&충돌 체인.

대형 강입자 충돌기(大型强粒子衝突器, 영어: Large Hadron Collider, 줄여서 LHC)는 CERN에서 세운 입자 가속 및 충돌기로, 스위스 제네바 근방에 위치하고 있다. 2008년 9월 10일, 목표치보다 낮은 에너지에서 가동을 시작하였다. 목표 에너지 수치는 14 TeV로 세계 최대, 최고 에너지의 입자 가속기이다.

## 구성
50에서 150미터 정도 되는 깊이에 27킬로미터의 원형 터널로 이루어져 있다.. 본래 이 터널은 거대 전자-양전자 충돌기(Large Electron-positron Collider, LEP)가 쓰던 공간이었는데, 터널 지름이 3미터로 스위스와 프랑스 국경에 걸쳐 있다. 충돌기는 지하에 있고, 충돌기 위 지상에 있는 많은 건물은 압축기, 통풍시설, 전자제어, 플랜트 냉각 등 보조적인 구실을 하고 있다.
충돌기 터널에는 양성자 빔을 운반하는 2개의 파이프가 들어 있으며, 각 파이프는 액체 헬륨으로 냉각되는 초전도 자석으로 둘러싸여 있다. 2개의 파이프에서 나온 양성자 빔은 서로 터널의 정반대 방향으로 향하게 된다. 여러 개의 추가 자석들은 빔이 4개의 교차점으로 가도록 빔을 조정하는 역할을 하며, 이 교차점에서 입자들 사이의 상호작용이 일어나게 된다.

## 입자의 가속 단계
충돌기 내의 각 양성자는 7TeV의 에너지까지 가속되며, 따라서 두 개의 양성자가 부딪힐 때의 충돌 에너지는 14TeV가 된다. 각 양성자가 충돌기 내부를 1회전하는 데는 약 90마이크로초가 걸리며, 한 번에 대략 2,800개 가량의 양성자를 발사하므로, 입자들 사이의 상호작용은 사이에 최소한 25나노초의 간격을 두고 일어나게 된다. 초기 가동 시에는 한 번에 보다 적은 수의 입자를 발사하여, 충돌 사이의 간격이 최소한 75나노초가 되도록 한다.
주 가속기로 들어가기 전에 입자들은 여러 단계에 걸쳐 에너지가 올라가게 된다. 첫 번째로, 선형 가속기인 Linac2가 양성자의 에너지를 50MeV까지 올려서 양성자 싱크로트론 증폭기(Proton Synchrotron Booster, PSB)로 보낸다. 여기에서 1.4GeV에 도달한 양성자들은 양성자 싱크로트론(Proton Synchrotron, PS)에서 26GeV로 가속된다. 저에너지 주입 링(Low-Energy Injector Ring, LEIR)은 이온의 저장 및 감속 장소로 사용된다. 반양성자 감속기(Antiproton Decelerator, AD)는 3.57GeV에서 2GeV로 감속된 반양성자 광선을 생성하며, 마지막으로 슈퍼 양성자 싱크로트론(Super Proton Synchrotron, SPS)는 양성자의 에너지를 450GeV까지 올린다.
총 6개의 관측기가 지하에 있는 LHC의 교차점에 설치되어 있다. 그 중 ATLAS와 CMS는 일반적인 용도의 대형 관측기이며, 나머지 LHCb, ALICE, TOTEM, 및 LHCf는 그보다 크기가 작으며 특수한 목적을 위해 쓰인다.
LHC는 또한 납을 비롯한 중이온을 충돌시킬 수 있는데, 이때의 충돌에너지로 1,150TeV가 나오게 된다.
LHC의 거대한 크기 때문에, 건설자들은 그동안 마주친 적이 없는 여러 공학적인 문제를 해결해야 했다. LHC가 가동하게 되면, 자석에는 10GJ의 에너지가 저장이 되고, 빔에는 725 MJ의 에너지가 실리게 된다. 만약 10−7만큼의 빔이 링안의 초전도 자석에 흡수되면, 빔은 과충전된 에너지를 내놓게 되고, 다량의 폭발이 발생하게 될 것이다. 참고로 725 MJ은 TNT 157 kg을 한꺼번에 터트린 에너지와 같다.

## 연구
대한민국을 포함해 85개 국가에 1만여명의 과학자들이 LHC를 통해 연구를 하고 있으며, 물리학자들은 대형 입자 충돌기를 통해 다음 문제들에 대한 해답을 얻기를 기대하고 있다
- 약전자기 대칭은 어떻게 깨지는가? 표준 모형에서 예측하는 힉스 메커니즘에 의한 것인가? 그렇다면, 힉스 보존의 질량은 무엇인가?
- 표준 모형이 중입자 질량의 비를 정밀히 예측하는가? 아니라면, 표준 모형을 어떻게 확장하여야 하는가?
- 초대칭이 존재하는가? 초대칭이 예측하는 추가 입자 (초짝입자)가 존재하는가?
- 왜 물질과 반물질 사이에 명백한 비대칭이 있는 것인가? (CP 위반)
- 끈 이론 등에 의해 예측된 추가 차원이 실재하는가?
- 암흑 물질은 무엇으로 이루어진 것인가? 암흑 에너지의 정체는 무엇인가?
- 왜 중력이 다른 상호작용에 비해 터무니없이 약한가? (계층 문제)

## 이온 충돌기로서의 LHC
LHC에서 이루어지는 주 실험은 양성자-양성자의 충돌이나, 대략 1년에 1개월 가량은 중이온 충돌 실험도 실시된다. 보다 가벼운 이온도 고려중이나, 기본적으로는 납 이온을 돌리는 것이 계획이다. 이는 상대론적 중이온 충돌기(Relativistic Heavy Ion Collider, RHIC)에서 진행 중인 실험에 도움을 줄 것이다.

## 건설&실험 비용
예상되는 LHC 프로젝트의 총 비용은 32억~64억 유로(한화로 약 4조 6천억원)이다(건설비, 유지보수비, 실험예산 포함). 95년 LHC 건설이 승인될때, 건설비용은 26억 스위스 프랑, 따로 실험에 필요한 돈은 2억 1천만 스위스 프랑이 들 것으로 예상하였다. 그러나, 비용이 계속 증가하여 2001년에는 4억 8천만 스위스 프랑이 더 들어갔고, 5천만 스위스 프랑이 실험에 더 들게 되었다. 또한 CERN의 재정이 줄어듦에 따라서 LHC 공사는 2005년의 끝에서 2007년 4월로 미뤄지게 되었다. (후에 사고로 인해 2008년으로 연기됨.) 여기서 증가된 돈 중, 1억 8천만 스위스 프랑은 초전도 자석에 든 돈이다. 여기에는 엔지니어링 기술이 힘든 지하 동굴에 건설한 집적 뮤온 솔레노이드에 대한 비용도 포함되어 있다.

## LHC@home
LHC@home은 분산 컴퓨팅 프로젝트로써, LHC가 건설하고 조정된 다음에 이 프로젝트가 실행될 것이다. 이 프로젝트는 BOINC 플랫폼을 이용하여, 터널에서의 여정에 대한 시뮬레이션을 실행하게 된다. 이 정보로, 과학자들은 자석을 조절해서, 링안에 흐르는 빔이 안정되게 할 수 있을 것이다.

## 안전 문제
RHIC의 경우와 마찬가지로, 물리학계 내외의 몇몇 사람들은 LHC에서 진행되는 실험들로 인해 지구 전체, 심지어는 우주 전체에 거대한 재앙이 일어날 가능성을 제기했다. 다음은 그 가능성들 중 일부이다:
- 안정된 블랙홀의 생성[5]
- 보통 물질보다 안정적인 이상한 물질(Strange matter)의 생성
- 양성자 붕괴를 유발할 수 있는 자기홀극(magnetic monopoles)의 생성
- 다른 양자역학적 진공으로의 전이

CERN은 소형 블랙홀이나 야릇한 입자, 자기홀극 등이 생성될 수 있는지에 대해 조사한 결과, 보고서에서 "제기할 수 있는 어떤 문제에 대해서도 근거를 찾을 수 없다"고 결론내렸다. 예를 들어, 소형 블랙홀은 몇몇 검증되지 않은 이론이 사실이 아닌 한 생성될 수 없으며, 설령 생성된다 하더라도 호킹 복사에 의해 거의 즉시 소멸되므로 무해할 것으로 추정된다. 또한, 우주로부터 지난 수십억년에 걸쳐 LHC에서 생성될 수 있는 것보다 훨씬 강한 에너지를 가진 우주선(cosmic ray)이 지구로 떨어졌음에도 불구하고 제기된 문제들은 일어나지 않았다.
RHIC는 2000년부터 가동되었으며, 그동안 지구를 멸망시킬 가능성에 대한 증거가 나타난 바는 없다.

## 가동
2008년에 시운전이 시작되었고 9월에는 양성자를 단방향으로 가속시키는 실험이 있었다. 이 실험 시작 후 초전도 자석의 고장이 발생하여 액체 헬륨이 누출되었다. 2009년 4월 넘어까지 처리와 수리가 진행될 예정이다.

## 대중문화
소설 천사와 악마와 이를 바탕으로 영화화 한 천사와 악마 (영화)에서 LHC가 등장한다. LHC에서 생산된 반물질이 폭발한다는 내용이 나온다.

## 같이 보기
- 소형 선형 충돌기
- 국제 선형 충돌기